# Bainbridge (Schiff, 1921)
Die USS Bainbridge (DD-246) war ein Zerstörer der Clemson-Klasse, der während des Zweiten Weltkrieges für die US Navy im Einsatz war.

## Bau

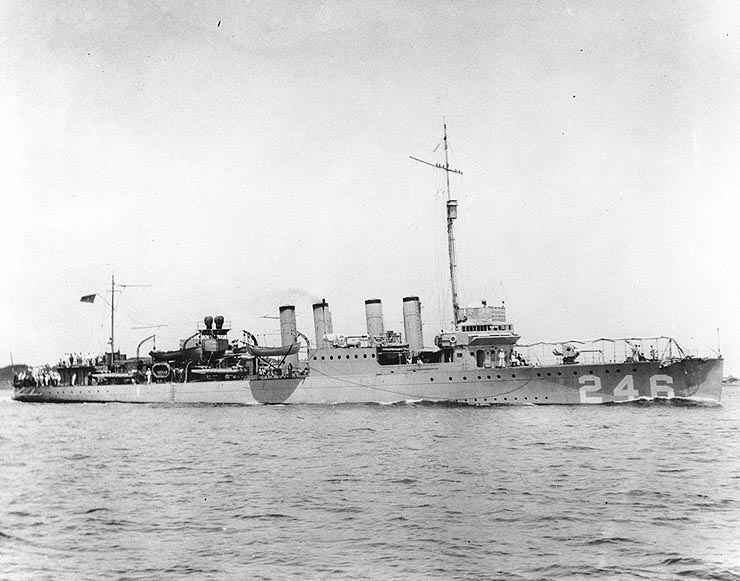
Bainbridge 1921

Die dritte USS Bainbridge wurde am 27. Mai 1919 bei New York Shipbuilding Corp. in Camden (New Jersey) unter der Bau-Nr. 235 auf Kiel gelegt. Getauft wurde das Schiff von Juliet Edith Greene, der Ur-Urenkelin des Namensgebers, des Kommodores Bainbridge (1774–1830), am 12. Juni 1920. In Dienst gestellt wurde DD-246 am 9. Februar 1921 unter Lieutenant Commander E.l Thebaud und wurde der atlantischen Flotte zugeordnet.
Die Bauwerft in Camden (New Jersey) baute von Juni 1918 bis April 1921 20 Zerstörer dieser Klasse (DD-231 bis DD-250, Bau-Nr. 220–239). Sie hatte auch schon zehn Zerstörer der vorangegangenen Wickes-Klasse (DD-125 bis 130; 157 bis 160, Bau-Nr. 210–219) für die US Navy gebaut.
Namensvorgängerin des Schiffes war die USS Bainbridge (DD-1), der erste Torpedobootszerstörer der US Navy. Dies 1901/02 in Philadelphia entstandene Schiff hatte 1917/18 im Mittelmeer am Ersten Weltkrieg teilgenommen und war Anfang 1920 zum Abbruch verkauft worden. Die erste USS Bainbridge war eine Brigantine von 259 ts, die im Dezember 1842 in den Dienst der US Navy kam und am 21. August 1861 bei Cape Hatteras verloren ging.

## Einsätze

### Zwischenkriegszeit
Die Bainbridge operierte dabei an der Ostküste und in der Karibik und nahm an Übungen und Manövern bis zum Oktober 1922 teil. Danach verlegte sie in türkische Gewässer. Am 16. Dezember 1922 rettete sie rund 500 Überlebende des brennenden französischen Militärtransporters Vinh-Long gut 10 Seemeilen vor Konstantinopel. Für außerordentliche Tapferkeit und Heldenmut bekam Lieutenant Commander W.A. Edwards die Medal of Honor verliehen.
Im nächsten Jahr diente das Schiff, stationiert in Newport, Rhode Island, als vorübergehendes Flaggschiff der Aufklärungsflotte und dann im 14. Geschwader der atlantischen Aufklärungsflotte. Zwischen 1923 und 1928 nahm sie an zahlreichen Übungen und Manövern teil. Meistens in den Sommermonaten nahm DD-246 an Übungsprogrammen der Aufklärungsflotte teil, oftmals mit Reservisten. Am 23. Dezember 1930 wurde sie außer Dienst gestellt und der Reserve zugeteilt. Im März 1932 wurde sie wieder teilweise in den aktiven Dienst gestellt und diente in der 19. rotierenden Reservedivision, wo sie an vielen Reserveübungen teilnahm. Am 5. September 1933 wurde sie wieder voll in den aktiven Dienst gestellt, diesmal in der 8. Zerstörer-Division der Aufklärungsflotte. Kurzzeitig diente sie in der Special Service Squadron in den Florida Keys und der Guantánamo-Bucht, Kuba. Später verlegte sie in den Pazifik, wo DD-246 San Diego am 5. November 1934 erreichte. Während ihrer Dienstzeit an der Westküste machte die Bainbridge Fahrten nach British Columbia, Alaska und Hawaii. Am 20. November 1937 wurde sie der Reserve in San Diego zugeteilt.

### Zweiter Weltkrieg
Der sich in der Reserve befindliche Zerstörer Bainbridge wurde am 26. September 1939 wieder in Dienst gestellt und der 62. Zerstörer-Division zugeteilt, die Neutralitätspatrouillen von der Kanalzone aus durchführte. Im Sommer 1940 wurde dann Key West in Florida zum Ausgangspunkt ihrer Aufklärungsaufgaben. Als der seit dem Kriegsbeginn im kolumbianischen Hafen Puerto Colombia liegende deutsche Frachter Helgoland (3664 BRT, Baujahr 1922) Ende Oktober 1940 einen Blockadedurchbruch begann, gelang es der Bainbridge und ihren Schwesterbooten Overton und Sturtevant nicht, den deutschen Dampfer zu finden. Die Helgoland passierte am 3. November die amerikanische Insel Saint Martin und verschwand im Nordatlantik. Am 30. November erreichte das Schiff des NDL den von den Deutschen besetzten Hafen von St. Nazaire.
Am 1. März 1941 bildete die US Navy die Support Force Atlantic Fleet, zu der drei Zerstörer-Flottillen (7th, 30th, 31rd) und Flugboot-Staffeln gehörten, die den westlichen Abschnitt der Konvois bei Atlantik-Überquerungen sichern sollten. Die Bainbridge mit den Schwesterschiffen MacLeish, Overton, Sturtevant, Reuben James, McCormick, Broome, Simpson und Truxtun bildeten die Desron 31.
Am 19. Juli 1941 lief eine Task Group der US Atlantic Fleet mit dem Träger Wasp, zwei Kreuzern und Zerstörern Richtung Island, von der in See P-40-Jagdflugzeuge nach Island starteten und ohne Verluste ihren Bestimmungsort erreichten. Künftig sollten auch die Zerstörer der Desron 7, Desron 11 und Desron 30 sowie der Desdiv 62 mit McCormick, Sturtevant, Reuben James und Bainbridge von und bis dort eingesetzt werden. Ab dem 6. August wurden die Catalina-Flugboote der Patron 73 und Mariner-Flugboote der Patron 74 von Reykjavík bzw. Hvalfjord aus eingesetzt.
Mit der Operation Indigo III Anfang September sicherte die US Task Force TF.15 um das Schlachtschiff Idaho mit zwei Schweren Kreuzern und Zerstörern ein Island-Nachschubgeleit mit vier Truppentransportern und einer Armeebrigade als Entsatz für die auf Island stationierten Marines, drei Frachtern, dem Flottentanker Cimarron und Werkstattschiff Delta. Als Geleitgruppe kamen die flush decker Bainbridge, Overton, Reuben James, Truxtun und MacLeish sowie die neueren Zerstörer Walke und Morris zum Einsatz. Die Zerstörer führen am 11. und 12. September mehrere Wasserbombenangriffe gegen acht Sonarkontakte, die sich aber alle als Falschziele herausstellen, doch am 14. sichtete Truxtun ein U-Boot, das von den Zerstörern mit Wasserbomben angegriffen wurde, aber entkam. Am 16. erreichte der Konvoi Reykjavík und die TF.15 Hvalfjödhur.
Gleichzeitig versuchten deutsche U-Boote den britischen Versorgungsverkehr anzugreifen. Die britische Funkaufklärung erkannte die deutschen Bemühungen frühzeitig und versuchte, die Geleitzüge umzuleiten. Den deutschen Erfolgen gegen einzelne Geleitzüge standen etliche andere gegenüber, die von den Deutschen nicht entdeckt wurden. Der Konvoi SC.44 (56 Schiffe), gesichert von der kanadischen EG.23 mit einem Town-Zerstörer, HMS Chesterfield ex USS Welborn C. Wood (DD-195) und vier Korvetten wurde frühzeitig von U 74 gesichtet. Dessen Meldungen ermöglichten wegen Funkstörungen keinen sehr planmäßigen Ansatz. In der Nacht zum 19. September griff U 74 erstmals an und versenkte die Korvette Lévis. Die U-Boote konnten noch vier Handelsschiffe mit 25.653 BRT versenkten, bevor Verstärkungen der Sicherungseinheiten von anderen Konvois eintraf. Ab dem 20. gehörten die US-Zerstörer Winslow, Overton, Truxton, Bainbridge und Reuben James zur Sicherung des SC.44 bis zum MOMP, wo die britische EG.3 die Sicherung übernahm, zu der neben den Zerstörern Bulldog und Amazon auch noch die Town-Zerstörer HMS Richmond und Georgetown gehörten. Im Oktober sicherte die Bainbridge mit Roe der Sims-Klasse, Sturtevant, Overton und Truxton zeitweise die Konvois HX.155 und ON.31. Bainbridge war noch an einer weiteren Konvoisicherung nach Island Anfang November beteiligt, ehe sie zu einer routinemäßigen Werftzeit den Boston Navy Yard aufsuchte.

#### Einsatz nach Kriegseintritt
Die Überholung der Bainbridge konnte im Dezember in Boston abgeschlossen werden und das Schiff erreichte den Einsatzhafen Argentia auf Neufundland am 1. Januar 1942. Von dort machte das Schiff noch vom 13. Januar bis zum 5. Februar eine Konvoi-Sicherung nach Island und wechselte dann zu einem neuen Aufgabenbereich. Im Februar verlegte der Zerstörer über Boston, Newport (Rhode Island), Hampton Roads und durch die Floridastraße nach New Orleans, wo er am 25. Februar 1942 eintraf. Von dort begleitete die Bainbridge in den folgenden drei Monaten Konvois zwischen verschiedenen Häfen am Golf von Mexiko und in der Karibik. Zuletzt nach Guantanamo Bay auf Kuba eingesetzt verlegte der Zerstörer seinen Einsatzbereich nach Jacksonville (Florida). Der erste Einsatz führte zwar ab dem 19. Mai zurück nach New Orleans, aber schon ab dem 25. Mai zurück nach Charleston (South Carolina), wo er am 28. Mai eintraf. Seine Geleiteinsätze erfolgten nun auf der Strecke zwischen den Hampton Roads im Norden und Key West oder Guantanamo Bay im Süden.
Die Bainbridge war Teil der Sicherung des Konvois KN 109 von zwölf Handelsschiffen von Key West nach Hampton Roads, der am Abend des 15. Juni 1942 nahe Virginia Beach in ein aus 15 Grundminen bestehendes Minenfeld lief, das am 11. Juni von U 701, einem deutschen U-Boot vom Typ VII C der Kriegsmarine unter Kapitänleutnant Horst Degen, ausgebracht worden war. Auch zwei Tanker des Geleits liefen auf diese Minen. Der zur Geleitsicherung gehörende britische Trawler HMS Kingston Ceylonite eilte den getroffenen Einheiten zur Hilfe und lief gegen 19:27 Uhr auf eine weitere Mine auf. Die Wucht der Explosion der rund 580 Kilogramm schweren Mine brach dem Trawler den Kiel und ließ das Schiff innerhalb von vier Minuten sinken. Mit dem U-Boot-Jäger gingen 18 Besatzungsangehörige unter. 14 Mann wurden später von anderen Sicherungsfahrzeugen gerettet. Die zuerst getroffenen drei Schiffe konnten später allerdings eingebracht werden.
Als die Bainbridge wieder hergestellt war, war ihre Bewaffnung auch modernisiert worden. Die 102-mm-Geschütze, die alte 76-mm-Flak und zwei der vier Drillings-Torpedorohre waren entfernt worden. Dafür verfügte der Zerstörer jetzt über sechs 76-mm-L/50-Mehrzweck-Geschütze, fünf 20-mm-Oerlikon-Kanonen, noch zwei Drillings-Torpedorohre (auf jeder Seite einer und etwas versetzt) und sechs Wasserbombenwerfer; diese Bewaffnung war Standard für die noch als Geleitzerstörer eingesetzten Four Stackers. Im September war der Zerstörer wieder einsatzbereit; der Einsatzbereich des Schiffes reichte jetzt im Norden bis nach New York.

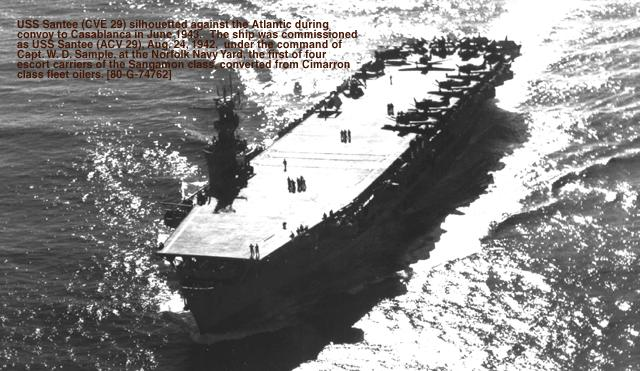
Die USS Santee 1943

1943 kann die reparierte und überholte Bainbridge auf der Strecke von den USA nach Nordafrika und in das Mittelmeer zum Einsatz. Im Sommer 1943 bildete der Zerstörer mit den Schwesterschiffen Overton, MacLeish und dem Geleitträger Santee (ACV-29) die Support Group 21.11, welche die Sicherung von Konvois nach Europa wie die zurücklaufender Konvois im Mittelatlantik verstärkte. Die drei Zerstörer dienten vorrangig der Eigensicherung des Trägers, angreifende U-Boote wurden mit den Avenger- und Wildcat-Maschinen des Trägers bekämpft. Als die Task Group 21.11 Mitte Juli 1943 vom Konvoi GUS.9 detachiert wurde, um deutsche U-Boote in einem erkannten Versorgungsgebiet zu jagen, gelang der Gruppe am 14. die Versenkung von U 160, Typ IX C, und am 15. des „Monsun“-Boots U 509, ebenfalls vom Typ IX C, die von je einem Avenger/Wildcat-Team der VC-29 der Santee mit Fido-Torpedos versenkt wurden. Im Herbst 1943 ging die Bainbridge zurück in die Staaten, um zu einem APD umgebaut zu werden. Da gleichzeitig der Bedarf an Seeflugzeugtendern zurückging, wurden diese jedoch vorrangig zu Transportern umgebaut. So wurde die Bainbridge für den Einsatz als Geleitzerstörer weiter optimiert. Ihre Ausstattung mit Oerlikon-Maschinenkanonen wurde auf vier derartige Waffen reduziert, wie auch die Zahl der Wasserbombenwerfer. Der vierte Kessel und der zugehörige Schornstein wurden entfernt und zusätzlich noch ein Hedgehog-Werfer installiert. So kam die Bainbridge zur Sicherung des US-amerikanischen Küstenverkehrs und des Seeverkehrs in der Karibik vor dem Jahresende 1943 wieder in den Dienst der Flotte.

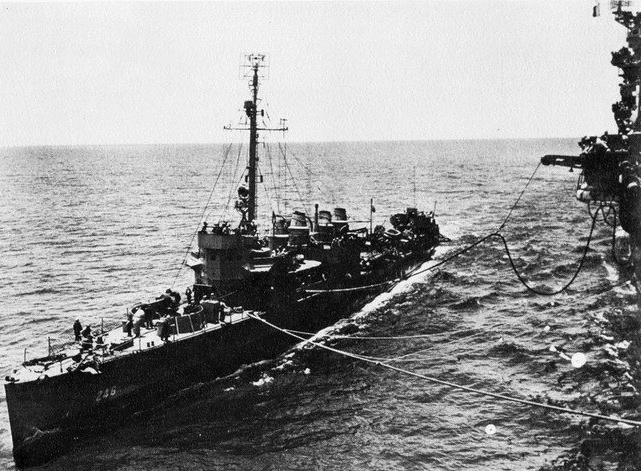
Die Bainbridge 1944

Bis zum Juni 1944 wurde der Zerstörer immer wieder eingesetzt, ohne eine feste Aufgabe zu finden. Ab dann wurde die Bainbridge auf den Test- und Ausbildungsfahrten umfänglich reparierter größerer Einheiten oder entsprechender neuer Großeinheiten eingesetzt. Dazu gehörten unter anderem der Träger Hancock, der Large Cruiser Alaska und der Träger Bon Homme Richard. Bei diesem Einsatz erlitt die Bainbridge am 14. Februar 1945 einen erheblichen Rumpfschaden, als sie versehentlich von einem Übungstorpedo getroffen wurde.
Nachdem der Zerstörer in Trinidad zügig repariert worden und schon Ende des Monats Februar wieder einsatzbereit war, fiel der Zerstörer zum Monatsende erneut aus, als es im Farblager zu einem Brand kam. Dieses Unglück führte zu einem erneuten Werksaufenthalt in San Juan (Puerto Rico), der bis in den April 1945 andauerte. Die Bainbridge wurde im Mai in den Norden nach Norfolk verlegt und besuchte noch die Casco Bay in Maine, wo sie ein zweiwöchentliches Training für Reservisten durchführte.

### Ende des Schiffes und Auszeichnungen
Am 1. Juli 1945 wurde das Schiff aus dem aktiven Dienst genommen und am 21. Juli in Philadelphia außer Dienst gestellt. Es wurde am 30. November 1945 verkauft. Am 31. Dezember 1945 wurde der Zerstörer nochmals weiterverkauft und dann im November 1947 bei der Northern Metal Company abgebrochen.

#### Auszeichnungen
Die Bainbridge erhielt einen Battle Star für ihre Dienste als Konvoi-Eskorter vom 13. Juni bis zum August 1943.